# Оселедець Дмитро Олегович
Дмитро Олегович Оселедець (нар. 23 листопада, 1994) — український плавець, учасник Олімпійських ігор 2016 року.

## Виступи на Олімпіадах
| Олімпіада | Дисципліна   | Місце |
| --------- | ------------ | ----- |
| Ріо 2016  | 200 м брасом | 37    |